# Tarimenes utazása
A Tarimenes utazása Bessenyei György államregénye, politikai gondolkodásának irodalmi kifejtése. Benne a felvilágosult abszolutizmust eszményíti, miközben elmondja, miket tapasztalt hőse, a világjáró Tarimenes egy mesebeli országban.
Műve írói pályájának végén, 1804-ben készült, és (a Bihari remete című művével együtt) a pálya lezárásának tekinthető.
Bár a mű 1804-ben keletkezett, mégis több, mint 100 év után, 1930 májusában került kiadásra. A regényből addig csupán szemelvények jelentek meg különböző irodalmi újságokban, például a Szépirodalmi Lapokban 1853-ban és a Sárospataki Lapokban 1903-ban. Eredeti kéziratban csak a mű ötödik könyve maradt fenn, az is töredékben. Az eredeti kézirat másolatai sokára kerültek elő és illeszkedtek össze egy egész művé. A regényt végül a budapesti Berzsenyi Dániel Reálgimnázium 1929-30-as évi nyolcadik osztálya rendezte sajtó alá Vajthó László irányításával.

## Cselekménye
|  | Alább a cselekmény részletei következnek! |

A fantasztikus útiregény tanulatlan, de tehetséges hőse, Tarimenes Menédiából, az apai kastélyból – Voltaire Candide-jához hasonlóan – tapasztalatgyűjtésre indul. Kissé együgyű és humoros tanítója, Kukumedóniás társaságában betér Pucufalvára Kantakucihoz, a remetéskedő bölcshöz, akivel hosszas beszélgetést folytat. Később megérkezik Artemis országába, Totoposzba, a bűvös Teneribe, ahol a királyasszonnyal, Artemis-szel találkozik. Azután megismerkedik Trezénivel, az emberszerető és világismerő államférfival, mert Totoposzban (ahogy Voltaire kívánta), a fejedelem a bölcselőkkel közösen dolgozik a jobb jövőn. Megjelenik a totoposzi országgyűlésen, ahol a lámaposzik, dervisposzik és fakirposzik vitáznak. A vadember (kirakades) és Trezéni miniszter vitája alatt Tarimenes alakja eltűnik és csak Tomiris iránti szerelmével lép újra előrébe. Részt vesz az örökösödési háborúban, melyet Buzorkán, Jajgodia ura indított hatszáz évvel korábban élt ősanyja jogán Artemis ellen. A királyasszony népe fölkel, serege győz, elfoglalja a zsarnok fővárosát és diadallal érkezik haza. Tarimenes, hogy feleségül vehesse Tomirist, áttér a totoposzi államvallásra, majd miután Trezéni jó tanácsokkal látta el, feleségével a jólét és a boldogság földjéről hazautazik.
|  | Itt a vége a cselekmény részletezésének! |

### Névadása
Bessenyei a regény meséjét saját kora történetének indítékaiból és szálaiból szőtte. Ehhez néha a legkülönösebb neveket választotta:
- Artemis: Mária Terézia idealizált alakja,
- Teneri: Schönbrunn,
- Tarimenes és Kantakuci: maga az író,
- Buzorkán (Buzurkán): Nagy Frigyes,
- Kalifátulujposzi: a főpapság,
- Bangocibumbujpulujhurculujbüszkülüjkikiriposzidoszi: az arisztokrácia megszemélyesítése.

## Jellemzése
A „philosophiai regény" előszavában Bessenyei közli: „Tudd meg hát, olvasó, hogy e munka Mária Terézia magyar királynak örök emlékezetire céloz”. A nagyterjedelmű irányregényben a didaktikus elem, a sok politikai, filozófiai és vallási fejtegetés elnyomja az elbeszélő részt. Az események helyét sokszor szónoklatok, viták töltik ki. A történet bonyolítása fárasztó, a kompozíció egyenetlen, de azért a széthulló darabokat egységbe foglalja az író társadalomkritikája. Ez különleges erővel fogalmazódik meg a vadember (kirakades) és Trezéni miniszter hosszan előadott vitájában.
Az író bosszúsan tekint a feudális világ védőire, maró szatírával szól az államszervezet igazságtalanságairól, felháborodva támadja a szűkkeblűséget, dicsőíti a bölcs uralkodó szabadelvű reformjait. Az igazság után vágyódó, de tetterejét megfékező ember pátoszával, keserűségével mondja el megfigyeléseit, fejtegeti gondolatait. Kegyetlen elmésséggel ítéli el a képmutatást és a gyávaságot. Különösen Tarimenes áttérésének bemutatásában éles a szatírája és csípős a humora. Ezekből a részekből kiérezni, hogy az író sem önmagának, sem a katolikus egyháznak nem tudta megbocsátani vallásváltoztatását.
A regény nyelve többnyire nehézkes, bonyolult. Ennek részben a benne megfogalmazott eszmék és filozófiai gondolatok sora, részben a magyar nyelv akkori állapota a magyarázata. Bessenyei az új tartalom, az „új életérzés számára nem talált új hangot – és a megújítatlan nyelv… nem volt alkalmas arra, hogy az új életérzésnek megfelelő kifejezése lehessen.”
Császár Elemér irodalomtörténész rámutatott arra, hogy Bessenyei Voltaire társadalmi regényének nyomdokában halad, tárgya és célja azonban Fénelon (1651–1715) Télémaquejához kapcsolódik: az ideális államot akarja bemutatni. A Tarimenes az államregény egyetlen képviselője irodalmunkban, a magyar regény fejlődésére azonban nem volt hatással, mert hosszú ideig nem jelent meg nyomtatásban.